# CXCL11
CXCL11, hemokin (C-X-C motiv) ligand 11, je mali citokin i CXC hemokin familije. Om se takođe zove Interferon-inducirani T-ćelijski alfa hemoatraktant (I-TAC) i Interferon-gama-inducirani protein 9 (IP-9). On je visoko izražen u perifernim krvnim leukocitima, pankreasu i jetri, u umerenim nivoima u timus, slezini i plućima, i u niskim nivoima u tankim crevima, posteljici i prostati. Ekspresiju CXCL11 gena je u velikoj meri indukuju  i , i u maloj meri doprinosi . Ovaj hemokin dejstvuje putem interakcija sa hemokin receptorom  na površini njegovih ciljnih ćelija, sa većim afinitetom nego drugi ligandi za ovaj receptor, CXCL9 i CXCL10. CXCL11 je hemotaksan za aktivirane T ćelije. Njegov gen je lociran na ljudskom hromozomu 4 zajedno sa mnogim drugim članovima CXC hemokin familije.

## Literatura
- Rani MR; Foster GR; Leung S;  . (1996). „Characterization of beta-R1, a gene that is selectively induced by interferon beta (IFN-beta) compared with IFN-alpha.”. J. Biol. Chem. 271 (37): 22878—84. PMID 8798467. doi:10.1074/jbc.271.37.22878.
- Jacobs KA; Collins-Racie LA; Colbert M;  . (1997). „A genetic selection for isolating cDNAs encoding secreted proteins.”. Gene. 198 (1-2): 289—96. PMID 9370294. doi:10.1016/S0378-1119(97)00330-2.
- Cole KE; Strick CA; Paradis TJ;  . (1998). „Interferon-inducible T cell alpha chemoattractant (I-TAC): a novel non-ELR CXC chemokine with potent activity on activated T cells through selective high affinity binding to CXCR3.”. J. Exp. Med. 187 (12): 2009—21. PMC 2212354 . PMID 9625760. doi:10.1084/jem.187.12.2009.
- Erdel M; Laich A; Utermann G;  . (1998). „The human gene encoding SCYB9B, a putative novel CXC chemokine, maps to human chromosome 4q21 like the closely related genes for MIG (SCYB9) and INP10 (SCYB10).”. Cytogenet. Cell Genet. 81 (3-4): 271—2. PMID 9730616. doi:10.1159/000015043.
- Luo Y; Kim R; Gabuzda D;  . (1999). „The CXC-chemokine, H174: expression in the central nervous system.”. J. Neurovirol. 4 (6): 575—85. PMID 10065899. doi:10.3109/13550289809114224.
- Tensen CP; Flier J; Van Der Raaij-Helmer EM;  . (1999). „Human IP-9: A keratinocyte-derived high affinity CXC-chemokine ligand for the IP-10/Mig receptor (CXCR3).”. J. Invest. Dermatol. 112 (5): 716—22. PMID 10233762. doi:10.1046/j.1523-1747.1999.00581.x.
- Laich A, Meyer M, Werner ER, Werner-Felmayer G (1999). „Structure and expression of the human small cytokine B subfamily member 11 (SCYB11/formerly SCYB9B, alias I-TAC) gene cloned from IFN-gamma-treated human monocytes (THP-1).”. J. Interferon Cytokine Res. 19 (5): 505—13. PMID 10386863. doi:10.1089/107999099313956.
- Tensen CP; Flier J; Rampersad SS;  . (1999). „Genomic organization, sequence and transcriptional regulation of the human CXCL 11(1) gene.”. Biochim. Biophys. Acta. 1446 (1-2): 167—72. PMID 10395932.
- Loetscher P; Pellegrino A; Gong JH;  . (2001). „The ligands of CXC chemokine receptor 3, I-TAC, Mig, and IP10, are natural antagonists for CCR3.”. J. Biol. Chem. 276 (5): 2986—91. PMID 11110785. doi:10.1074/jbc.M005652200.
- Lambeir AM; Proost P; Durinx C;  . (2001). „Kinetic investigation of chemokine truncation by CD26/dipeptidyl peptidase IV reveals a striking selectivity within the chemokine family.”. J. Biol. Chem. 276 (32): 29839—45. PMID 11390394. doi:10.1074/jbc.M103106200.
- Hensbergen PJ; van der Raaij-Helmer EM; Dijkman R;  . (2001). „Processing of natural and recombinant CXCR3-targeting chemokines and implications for biological activity.”. Eur. J. Biochem. 268 (18): 4992—9. PMID 11559369. doi:10.1046/j.0014-2956.2001.02433.x.
- Mohan K, Ding Z, Hanly J, Issekutz TB (2002). „IFN-gamma-inducible T cell alpha chemoattractant is a potent stimulator of normal human blood T lymphocyte transendothelial migration: differential regulation by IFN-gamma and TNF-alpha.”. J. Immunol. 168 (12): 6420—8. PMID 12055261.
- Basu S; Schaefer TM; Ghosh M;  . (2003). „Molecular cloning and sequencing of 25 different rhesus macaque chemokine cDNAs reveals evolutionary conservation among C, CC, CXC, AND CX3C families of chemokines.”. Cytokine. 18 (3): 140—8. PMID 12126650. doi:10.1006/cyto.2002.0875.
- Salmaggi A; Gelati M; Dufour A;  . (2003). „Expression and modulation of IFN-gamma-inducible chemokines (IP-10, Mig, and I-TAC) in human brain endothelium and astrocytes: possible relevance for the immune invasion of the central nervous system and the pathogenesis of multiple sclerosis.”. J. Interferon Cytokine Res. 22 (6): 631—40. PMID 12162873. doi:10.1089/10799900260100114.
- Rani MR; Hibbert L; Sizemore N;  . (2002). „Requirement of phosphoinositide 3-kinase and Akt for interferon-beta-mediated induction of the beta-R1 (SCYB11) gene.”. J. Biol. Chem. 277 (41): 38456—61. PMID 12169689. doi:10.1074/jbc.M203204200.
- Strausberg RL; Feingold EA; Grouse LH;  . (2003). „Generation and initial analysis of more than 15,000 full-length human and mouse cDNA sequences.”. Proc. Natl. Acad. Sci. U.S.A. 99 (26): 16899—903. PMC 139241 . PMID 12477932. doi:10.1073/pnas.242603899.
- Kao J; Kobashigawa J; Fishbein MC;  . (2003). „Elevated serum levels of the CXCR3 chemokine ITAC are associated with the development of transplant coronary artery disease.”. Circulation. 107 (15): 1958—61. PMID 12695288. doi:10.1161/01.CIR.0000069270.16498.75.
- Satish L, Yager D, Wells A (2003). „Glu-Leu-Arg-negative CXC chemokine interferon gamma inducible protein-9 as a mediator of epidermal-dermal communication during wound repair.”. J. Invest. Dermatol. 120 (6): 1110—7. PMID 12787142. doi:10.1046/j.1523-1747.2003.12230.x.
- Klunker S; Trautmann A; Akdis M;  . (2003). „A second step of chemotaxis after transendothelial migration: keratinocytes undergoing apoptosis release IFN-gamma-inducible protein 10, monokine induced by IFN-gamma, and IFN-gamma-inducible alpha-chemoattractant for T cell chemotaxis toward epidermis in atopic dermatitis.”. J. Immunol. 171 (2): 1078—84. PMID 12847282.
- Xanthou G, Duchesnes CE, Williams TJ, Pease JE (2003). „CCR3 functional responses are regulated by both CXCR3 and its ligands CXCL9, CXCL10 and CXCL11.”. Eur. J. Immunol. 33 (8): 2241—50. PMID 12884299. doi:10.1002/eji.200323787.

## Spoljašnje veze
- Platelet+factor+11 на 